# LR Bus
LR Bus (Carrocerías Leopoldo Rivera LTDA.) est une entreprise chilienne de production d'autobus fondée en 1976. Il est connu pour être le seul fabricant de bus en compagnie chilienne située à l'extérieur de Santiago, après la disparition du souvenir Automotora Guerrero de Valparaiso.